# خورخي ألبرتو بالاسيوس
خورخي ألبرتو بالاسيوس (بالإسبانية: Jorge Alberto Palacios)‏ هو ضابط شرطة أرجنتيني، ولد في 7 أبريل 1949.